# Flayosc
Flayosc település Franciaországban, Var megyében. Lakosainak száma 4514 fő (2022. január 1.). Flayosc Ampus, Draguignan, Lorgues, Tourtour, Villecroze és Saint-Antonin-du-Var községekkel határos.

## Népesség
A település népességének változása:
| Lakosok száma | 4401 | 4341 | 4421 | 4294 | 4282 | 4247 | 4195 | 4354 | 4514 |
|               | 2013 | 2015 | 2016 | 2017 | 2018 | 2019 | 2020 | 2021 | 2022 |